# Dionisio Anzilotti
Dionisio Anzilotti (ur. 20 lutego 1867 w Pescii, zm. 23 sierpnia 1950 w Uzzano) – włoski profesor prawa międzynarodowego publicznego, sędzia Stałego Trybunału Sprawiedliwości Międzynarodowej.
Po ukończeniu studiów w Pizie zaczął praktykować we Florencji. Jednocześnie wykładał tam prawo cywilne i prywatne międzynarodowe w latach 1892–1902 w Instytucie Nauk Politycznych "Cesare Alfieri". Następnie był profesorem prawa międzynarodowego kolejno na uniwersytetach w Palermo, Bolonii i Rzymie do 1937. Był zwolennikiem dualizmu, czyli traktowania prawa międzynarodowego i prawa krajowego jako odrębnych porządków prawnych. Wydał podręcznik Corso di diritto internazionale. Vol. I: Introduzione e teorie generali (3. wyd. 1928), który był przetłumaczony na kilka języków.
Był sekretarzem komisji prawników przygotowującej Statut Stałego Trybunału Sprawiedliwości Międzynarodowej, a po utworzeniu tego sądu został jego sędzią, którym był aż do rozwiązania STSM. W latach 1928–1930 był Prezesem STSM. Od 1936 był członkiem zagranicznym Królewskiej Holenderskiej Akademii Sztuk i Nauk.

Uważa się, że jako pierwszy użył nazwy "socjologia prawa" (1892 r.), choć sam się tą dyscypliną nie zajmował.

## Wybrane publikacje (książki)
- La scuola del diritto naturale nella filosofia giuridica contemporanea (A proposito del libro di H. Spencer, Justice), Florencja 1892
- La filosofia del diritto e la sociologia, Florencja 1892
- Contro il divorzio, Florencja 1894
- Die Zuständigkeit inländischer Gerichte gegenüber fremden Staaten, Lipsk 1895
- Studi critici di diritto internazionale, Rocca S. Casciano 1898
- I mutamenti dei rapporti patrimoniali fra coniugi nel diritto internazionale privato, Florencja 1900
- Teoria generale della responsabilità dello Stato nel diritto internazionale, Florencja 1902
- Il diritto internazionale nei giudizi interni, Bolonia 1905
- Corso di diritto internazionale (Appunti ad uso degli studenti) Vol. I, Parte generale, Rzym 1. wyd. 1912–1914, 2. wyd. 1923, 3. wyd. 1928
- Corso di diritto internazionale (Appunti ad uso degli studenti) Vol. III, I modi di risoluzione delle controversie internazionali, Parte prima, Rzym 1915
- Corso di lezioni di diritto internazionale (Diritto privato), Rzym 1918